# Siège de Besançon (1668)
Pour les articles homonymes, voir Siège ou bataille de Besançon.
Guerre de Dévolution
Batailles
- Charleroi
- Douai
- Lille
- Besançon
- Dole
- Gray

Le siège de Besançon fut un événement de la première conquête de la Franche-Comté de 1668. Le Royaume de France, conduit par Louis XIV, tente alors de ravir le comté de Bourgogne, sous l'égide de la couronne d'Espagne, ainsi que la ville libre de Besançon, politiquement autonome et neutre. 

## Déroulement
Parti d'Auxonne le soir du 4 février 1668, Louis II de Bourbon-Condé s'empare des principaux axes et ponts de la région : Rochefort-sur-Nenon sur le Doubs, ainsi que Pesmes et Marnay sur l'Ognon. Le commandant et ses troupes sont aux portes de la cité dès le 6 février, menaçant de lancer l'assaut faute de capitulation avant la prochaine nuit,. La cité n'est gardée que par une faible garnison commandée par le mestre de camp Prosper-Ambroise de Precipiano. Considérant que le traité de 1664 adoptant son rattachement au Comté de Bourgogne n'était pas en vigueur, les vingt-trois magistrats plaidèrent que la ville n'étant ni espagnole ni comtoise elle ne pouvait être impliquée par cette guerre et cette demande,. Après quelques pourparlers et la garantie que ces textes seraient désormais appliqués, Besançon se rend sans combats,. La ville est ainsi conquise le 7 février, et occupée à partir du 8 ou 9. 

## Conséquences
Cette prise permet à Condé de préparer la suite de sa campagne, dont la bataille de Dole entre les 10 et 14 février 1668. La résistance jurassienne qui suit est perçue comme bénéfique aux notables bisontins, lesquels espéraient ravir le statut de capitale régionale. La présence française est cependant mal-vécue par la population, la gestion de la commune étant rapidement confiée au lieutenant Pradel puis au marquis Pierre de Villard qui ont notamment pour charge la destruction du château d'Arguel. Malgré une victoire militaire en trois semaines, le Traité d'Aix-la-Chapelle signé le 2 mai 1668 restitue la Franche-Comté à l'Espagne. La situation demeurera ainsi jusqu'à la guerre de Hollande, se soldant en 1678 par l'application des Traités de Nimègue et une incorporation définitive à la France.